# تورتشي
تورتشي هي قرية في مقاطعة ملكان، إيران. عدد سكان هذه القرية هو 1,493 في سنة 2006.